# Méréaucourt
Méréaucourt é uma comuna francesa na região administrativa de Altos da França, no departamento de Somme. Estende-se por uma área de 3,04 km². Em 2010 a comuna tinha 8 habitantes (densidade: 2,6 hab./km²).